# Enrique Normand
Enrique Normand de la Sotilla (Madrid, 21 de febrero de 1976) es un médico y político español,  diputado autonómico de la ix legislatura de la Asamblea de Madrid (2011-2015) en el grupo parlamentario de Unión Progreso y Democracia (UPyD).

## Biografía
Nacido en Madrid el 21 de febrero de 1976, es licenciado en Medicina por la Universidad Autónoma de Madrid, se especializó en oftalmología en el Centro de Oftalmología Barraquer de Barcelona. Posteriormente realizó cuatro Másters por la Universidad Autónoma de Barcelona: “Diagnóstico y tratamiento de la catarata y el glaucoma”, “Patología y cirugía de la mácula, vítreo y retina”, “Patología de la córnea y de la superficie ocular” y “Patología retino-vascular, inflamaciones y tumores intraoculares”.
Ha trabajado en el Hospital Universitario de Móstoles y en el Hospital Universitario de Guadalajara, así como en varias clínicas privadas; hasta su elección como diputado en la Asamblea de Madrid, ejercía como oftalmólogo en el Complejo Hospitalario de Toledo. Asimismo, ha colaborado en ensayos clínicos, publicaciones y comunicaciones científicas en el ámbito de su especialidad médica.
Tras militar en Ciudadanos-Partido de la Ciudadanía Cs (junio de 2005 - octubre de 2007), es miembro de Unión Progreso y Democracia (UPyD) desde su fundación, partido por el cual es diputado en la Asamblea de Madrid desde las elecciones autonómicas de 2011. Allí es Secretario segundo de la Mesa de la Asamblea y portavoz de su grupo en la Comisión de Sanidad. También fue el número 9 en la lista por Madrid en las elecciones generales de 2008.
Igualmente. es miembro del Consejo Político de UPyD y coordinador del Grupo de Sanidad de Madrid de éste; anteriormente fue miembro del Consejo Territorial de Madrid y coordinador del Consejo Local de Madrid.